# Месье Спейд
«Месье Спейд» (англ. Monsieur Spade) — американский детективный мини-сериал о Сэме Спейде, главном герое романа Дэшила Хэммета «Мальтийский сокол». Главные роли в нём сыграли Клайв Оуэн и Ребекка Рут, премьерный показ начался 14 января 2024 года на телеканале AMC и на стриминговом сервисе AMC+.

## Сюжет
Главный герой сериала — Сэм Спейд, американский частный детектив, впервые появившийся в романе Дэшила Хэммета «Мальтийский сокол». Он уходит на покой и поселяется в маленьком городке на юге Франции. Однако в 1963 году Спейду приходится взяться за расследование жестокого убийства шести монахинь.

## В ролях
- Клайв Оуэн
- Ребекка Рут
- Кара Боссом
- Дени Меноше
- Луиза Бургуэн
- Кьяра Мастроянни
- Стэнли Вебер
- Мэттью Бирд
- Джонатан Заккаи

## Производство и премьера
Сценарий сериала написали Скотт Фрэнк и Том Фонтана, Фрэнк стал режиссёром. В сентябре 2023 года появился тизер шоу. Премьерный показ начался 15 января 2024 года на телеканале AMC и стриминговом сервисе AMC+. Сериал включает шесть эпизодов.